# Christoffel van der Lawick

Wapen van der Lawick

Christoffel van der Lawick of Christoffel van der Lauwick (± 1593 - 1647) was kapitein, heer van Geldermalsen, leenman van ter Hegge en drost van de Heerlijkheid Bredevoort.

## Geschiedenis
Hij trouwde met Wilhelmina van Bloemendaal tot Est, en het is onbekend of zij kinderen kregen. Christoffel wordt in 1628 kapitein en drost van Bredevoort. In 1632 werd hij voor het laatst als drost vermeld. Zijn broer Georg Nicolaas van der Lawick werd in 1646 eveneens drost.